# Hypsiboas hobbsi
Espèce
Synonymes
- Hyla hobbsi Cochran & Goin, 1970

Statut de conservation UICN

 LC  : Préoccupation mineure
Hypsiboas hobbsi est une espèce d'amphibiens de la famille des Hylidae.

## Répartition
Cette espèce se rencontre à environ 200 m d'altitude, :
- dans les départements d'Amazonas et de Vaupés dans le sud-est de la Colombie ;
- dans l'extrême Sud de l'État d'Amazonas au Venezuela.

## Étymologie
Cette espèce est nommée en l'honneur de Horton Holcombe Hobbs du National Museum of Natural History.

## Publication originale
- Cochran & Goin, 1970 : Frogs of Colombia. United States National Museum Bulletin, vol. 288, p. 1-655 (texte intégral).